# Ronde van Lombardije 1957
De Ronde van Lombardije 1957 was de 51e editie van deze eendaagse Italiaanse wielerwedstrijd, en werd verreden op zondag 20 oktober 1957. Het parcours leidde van Milaan naar Milaan en ging over een afstand van 240 kilometer. De wedstrijd werd gewonnen door de Fransman Diego Ronchini in een sprint van een groep van drie renners. 

## Uitslag
| Ronde van Lombardije 1957 |                 |                 |          |
| Plaats                    | Naam            | Ploeg           | Tijd     |
| Winnaar                   | Diego Ronchini  | Bianchi-Pirelli | 6u09'45" |
| 2                         | Bruno Monti     | Atala           | z.t.     |
| 3                         | Aurelio Cestari | Lygie           | z.t.     |
| 4                         | André Vlayen    | Peugeot-BP      | + 0' 16" |
| 5                         | Raymond Impanis | Bianchi-Pirelli | z.t.     |
| 6                         | André Darrigade | Bianchi-Pirelli | z.t      |
| 7                         | Angelo Conterno | Bianchi-Pirelli | z.t.     |
| 8                         | Cleto Maule     | Bottecchia      | + 0' 52" |
| 9                         | Dino Bruni      | Bianchi-Pirelli | + 5' 27" |
| 10                        | Miguel Poblet   | Ignis-Doniselli | z.t.     |

1905 · 1906 · 1907 · 1908 · 1909 · 1910 · 1911 · 1912 · 1913 · 1914 · 1915 · 1916 · 1917 · 1918 · 1919 · 1920 · 1921 · 1922 · 1923 · 1924 · 1925 · 1926 · 1927 · 1928 · 1929 · 1930 · 1931 · 1932 · 1933 · 1934 · 1935 · 1936 · 1937 · 1938 · 1939 · 1940 · 1941 · 1942 · 1943 · 1944 · 1945 · 1946 · 1947 · 1948 · 1949 · 1950 · 1951 · 1952 · 1953 · 1954 · 1955 · 1956 · 1957 · 1958 · 1959 · 1960 · 1961 · 1962 · 1963 · 1964 · 1965 · 1966 · 1967 · 1968 · 1969 · 1970 · 1971 · 1972 · 1973 · 1974 · 1975 · 1976 · 1977 · 1978 · 1979 · 1980 · 1981 · 1982 · 1983 · 1984 · 1985 · 1986 · 1987 · 1988 · 1989 · 1990 · 1991 · 1992 · 1993 · 1994 · 1995 · 1996 · 1997 · 1998 · 1999 · 2000 · 2001 · 2002 · 2003 · 2004 · 2005 · 2006 · 2007 · 2008 · 2009 · 2010 · 2011 · 2012 · 2013 · 2014 · 2015 · 2016 · 2017 · 2018 · 2019 · 2020 · 2021 · 2022 · 2023 · 2024 · 2025